# Luka Milivojević
Luka Milivojević (in serbo Лукa Mиливojeвић?; Kragujevac, 7 aprile 1991) è un calciatore serbo, centrocampista dello Shabab Al-Ahli.

## Caratteristiche tecniche
È un centrocampista bravo a recuperare palloni, dotato di grande personalità e molto freddo nel tirare i calci rigore.

## Carriera

### Club

#### Gli inizi
Inizia la carriera professionistica da giovanissimo nella stagione 2007-2008 nelle file del Radnički Kragujevac, squadra della sua città, in cui è cresciuto.
Dopo una sola stagione lascia la squadra passando al Rad Belgrado in cui vi rimane per 4 anni, prima di passare alla Stella Rossa di Belgrado per 708.000 euro. Il 17 novembre 2012 segna un goal dalla distanza nel derby cittadino contro il Partizan.

#### Anderlecht
Il 26 luglio 2013 si trasferisce in Belgio all'Anderlecht per 2,7 milioni di euro. Con i belgi debutta in Champions League il 17 settembre 2013 in occasione della sconfitta per 2-0 a Lisbona contro il Benfica. In Belgio dopo essere stato titolare all'inizio, perde il posto a dicembre in favore del più giovane compagno di squadra Youri Tielemans oltre che per dissapori con l'allenatore. A fine anno si laurea campione e vince anche la Supercoppa belga.
Nella stagione successiva parte titolare nelle prime 3 partite salvo poi finire in panchina nelle successive 3.

#### Olympiakos
Il 1º settembre 2014, visto il poco spazio in Belgio, viene ceduto in prestito oneroso da 600.000 euro con diritto di riscatto all'Olympiacos. In Grecia è titolare sin da subito, salvo poi doversi fermare per un infortunio al ginocchio. A fine stagione viene esercitato il diritto di riscatto dai greci che lo acquistano per 2,3 milioni di euro.
Il 5 aprile 2015 segna la sua prima rete coi greci in occasione della sfida persa per 3-1 fuori casa contro il PAS Giannina, per poi ripetersi 10 giorni dopo nella sfida successiva vinta per 3-1 in trasferta contro il Panthrakikos. Vince nuovamente il campionato e la coppa nazionale anche con gli Erithrolefki.
Le sue ottime prestazioni gli hanno valso il riscatto (arrivato tra molte peripezie dovute al fatto che l'Anderlecht lo volesse cedere alle sue condizioni) il 4 giugno 2015 in vista della stagione 2015-2016 per 2,3 milioni di euro. A fine stagione vince nuovamente il campionato nazionale. Nella terza stagione diventa capitano della squadra, che è stata anche la sua stagione più prolifica in quanto ha segnato 6 goal in 17 partite di campionato prima di lasciare la squadra greca nel mercato invernale di gennaio.

#### Crystal Palace
Il 31 gennaio 2017 viene acquistato a titolo definitivo per 15,1 milioni di euro dalla squadra inglese del Crystal Palace con cui firma un contratto di 3 anni e mezzo con scadenza il 30 giugno 2020. Il suo arrivo è stato ritardato per via del mancato arrivo del visto per poter giocare in Inghilterra.
Anche in Premier League si impone sin da subito come titolare disputando 14 partite e segnando 2 goal: il primo è stato nella sorprendente vittoria per 3-0 contro l'Arsenal, contro cui il Crystal Palace non vinceva in assoluto dal 1994 (in quel caso in trasferta, l'ultima vittoria interna dei Glaziers sui Gunners era datata 1979).
Nella stagione successiva con l'avvicendamento in panchina tra Sam Allardyce e Frank De Boer viene relegato in panchina. Con l'esonero dell'allenatore olandese dopo la quarta giornata (dopo aver perso tutte le prime 4 giornate) ed il conseguente arrivo di Roy Hodgson sulla panchina dei Glaziers, torna ad essere titolare, diventando anche capitano del club da gennaio e contribuendo alla salvezza del club a fine stagione con all'attivo 10 goal segnati in 36 presenze, la maggior parte su calcio di rigore (7) ed uno su calcio di punizione il 7 aprile 2018 nel pareggio in trasferta per 2-2 contro il Bournemouth.
Le sue ottime prestazioni gli hanno valso gli elogi da parte del suo allenatore Hodgson e dell'ex calciatore inglese Paul Scholes, che lo ha definito uno dei giocatori più intelligenti in Premier League.
La stagione successiva conferma le ottime prestazioni andando nuovamente in doppia cifra nei goal segnati (12 reti in 38 gare, ancora una volta la maggior parte sono dal dischetto): di questi si segnalano due rigori segnati nel 2-2 contro l'Arsenal, oltre a un rigore segnato nel clamoroso successo in trasferta per 3-2 della squadra contro il Manchester City campione in carica.
Il 9 agosto 2019 rinnova il suo contratto con il Crystal Palace, dopo avere suscitato interesse da parte di squadre più blasonate come Lazio e Fiorentina.
Il 24 maggio 2023 viene annunciato che non avrebbe rinnovato il contratto in scadenza con il club londinese.

#### Al-Ahli
L'8 agosto 2023 si accasa all'Shabab Al-Ahli.

### Nazionale

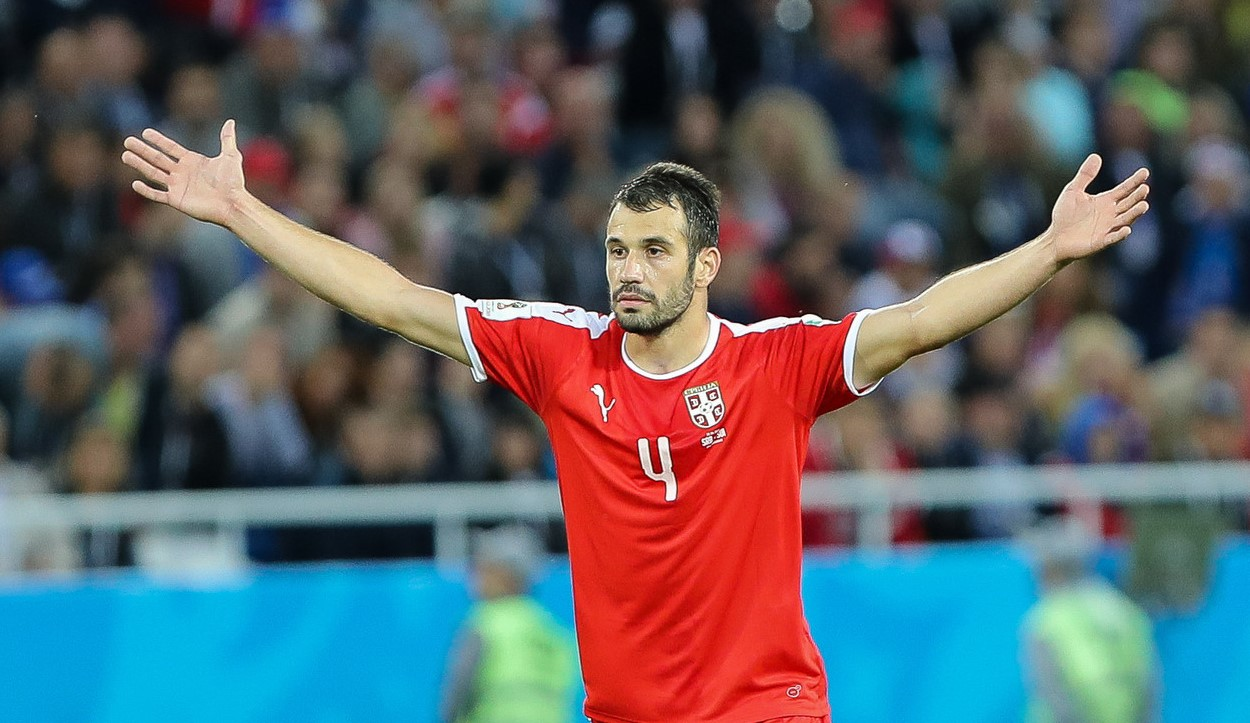
Milivojević durante Serbia-Svizzera ai Mondiali 2018.

Ha ricevuto la prima chiamata in nazionale maggiore nell'ottobre 2011 in occasione delle partite di qualificazione ad Euro 2012 rispettivamente contro Italia e Slovenia.
Ha debuttato il 14 novembre 2012 in occasione dell'amichevole vinta per 3-1 contro il Cile.
Il 6 ottobre 2017, in occasione della partita di qualificazione ai Mondiali, segna la sua prima rete in Nazionale mettendo a segno il provvisorio 0-1 nella sconfitta per 3-2.
Con l'arrivo in panchina di Mladen Krstajić nel novembre 2017, Milivojević trova meno spazio rispetto a prima, ma a giugno viene inserito nella lista dei convocati ai Mondiali 2018, in cui gioca le prime 2 partite della fase a gironi.
Al termine del Mondiali critica il C.T. serbo Krstajić, venendo poi escluso per le future convocazioni.
Nell'agosto 2019, pochi mesi dopo l'esonero di Krstajić, torna tra i convocati della nazionale serba.

## Controversie
Nel capodanno 2021, ha partecipato ad una festa violando le restrizioni imposte dal governo; successivamente si è scusato per l'accaduto facendo pure una donazione all'NHS.

## Statistiche

### Presenze e reti nei club
Statistiche aggiornate al 4 aprile 2022.
| Stagione              | Squadra               | Campionato            | Campionato | Campionato | Coppe nazionali | Coppe nazionali | Coppe nazionali | Coppe continentali | Coppe continentali | Coppe continentali | Altre coppe | Altre coppe | Altre coppe | Totale | Totale |
| Stagione              | Squadra               | Comp                  | Pres       | Reti       | Comp            | Pres            | Reti            | Comp               | Pres               | Reti               | Comp        | Pres        | Reti        | Pres   | Reti   |
| --------------------- | --------------------- | --------------------- | ---------- | ---------- | --------------- | --------------- | --------------- | ------------------ | ------------------ | ------------------ | ----------- | ----------- | ----------- | ------ | ------ |
| 2007-2008             | Radnički Kragujevac   | 3L                    | 5          | 1          | CS              | 0               | 0               | -                  | -                  | -                  | -           | -           | -           | 5      | 1      |
| 2008-2009             | Rad Belgrado          | SL                    | 1          | 0          | CS              | 0               | 0               | -                  | -                  | -                  | -           | -           | -           | 1      | 0      |
| 2009-2010             | Rad Belgrado          | SL                    | 9          | 0          | CS              | 0               | 0               | -                  | -                  | -                  | -           | -           | -           | 9      | 0      |
| 2010-2011             | Rad Belgrado          | SL                    | 26         | 0          | CS              | 1               | 0               | -                  | -                  | -                  | -           | -           | -           | 27     | 0      |
| 2011-gen. 2012        | Rad Belgrado          | SL                    | 13         | 3          | CS              | 1               | 0               | UEL                | 4                  | 0                  | -           | -           | -           | 18     | 3      |
| Totale Rad Belgrado   | Totale Rad Belgrado   | Totale Rad Belgrado   | 49         | 3          |                 | 2               | 0               |                    | 4                  | 0                  |             | -           | -           | 55     | 3      |
| gen.-giu. 2012        | Stella Rossa          | SL                    | 11         | 1          | CS              | 3               | 0               | -                  | -                  | -                  | -           | -           | -           | 14     | 1      |
| 2012-2013             | Stella Rossa          | SL                    | 25         | 6          | CS              | 2               | 0               | UEL                | 5                  | 0                  | -           | -           | -           | 32     | 6      |
| lug.-ago. 2013        | Stella Rossa          | SL                    | 0          | 0          | CS              | 0               | 0               | UEL                | 1                  | 0                  | -           | -           | -           | 1      | 0      |
| Totale Stella Rossa   | Totale Stella Rossa   | Totale Stella Rossa   | 36         | 7          |                 | 5               | 0               |                    | 6                  | 0                  |             | -           | -           | 47     | 7      |
| 2013-2014             | Anderlecht            | PL                    | 16         | 0          | CB              | 1               | 0               | UCL                | 4                  | 0                  | -           | -           | -           | 21     | 0      |
| lug.-ago. 2014        | Anderlecht            | PL                    | 3          | 0          | CB              | 0               | 0               | UCL                | -                  | -                  | SB          | 1           | 0           | 4      | 0      |
| Totale Anderlecht     | Totale Anderlecht     | Totale Anderlecht     | 19         | 0          |                 | 1               | 0               |                    | 4                  | 0                  |             | 1           | 0           | 25     | 0      |
| 2014-2015             | Olympiacos            | SL                    | 23         | 2          | CG              | 7               | 4               | UCL+UEL            | 5+2                | 0                  | -           | -           | -           | 37     | 6      |
| 2015-2016             | Olympiacos            | SL                    | 23         | 3          | CG              | 3               | 0               | UCL+UEL            | 4+2                | 0                  | -           | -           | -           | 32     | 3      |
| 2016-gen. 2017        | Olympiacos            | SL                    | 17         | 6          | CG              | 1               | 0               | UCL+UEL            | 2+6                | 0                  | -           | -           | -           | 26     | 6      |
| Totale Olympiakos     | Totale Olympiakos     | Totale Olympiakos     | 63         | 11         |                 | 11              | 4               |                    | 21                 | 0                  |             | -           | -           | 95     | 15     |
| gen.-giu. 2017        | Crystal Palace        | PL                    | 14         | 2          | FACup+CdL       | 0+0             | 0               | -                  | -                  | -                  | -           | -           | -           | 14     | 2      |
| 2017-2018             | Crystal Palace        | PL                    | 36         | 10         | FACup+CdL       | 0+1             | 0               | -                  | -                  | -                  | -           | -           | -           | 37     | 10     |
| 2018-2019             | Crystal Palace        | PL                    | 38         | 12         | FACup+CdL       | 3+1             | 0               | -                  | -                  | -                  | -           | -           | -           | 42     | 12     |
| 2019-2020             | Crystal Palace        | PL                    | 31         | 3          | FACup+CdL       | 1+0             | 0               | -                  | -                  | -                  | -           | -           | -           | 32     | 3      |
| 2020-2021             | Crystal Palace        | PL                    | 31         | 1          | FACup+CdL       | 0+1             | 0               | -                  | -                  | -                  | -           | -           | -           | 32     | 1      |
| 2021-2022             | Crystal Palace        | PL                    | 15         | 0          | FACup+CdL       | 5+0             | 0               | -                  | -                  | -                  | -           | -           | -           | 20     | 0      |
| 2022-2023             | Crystal Palace        | PL                    | 18         | 0          | FACup+CdL       | 1+2             | 0+1             | -                  | -                  | -                  | -           | -           | -           | 21     | 1      |
| Totale Crystal Palace | Totale Crystal Palace | Totale Crystal Palace | 183        | 28         |                 | 15              | 1               |                    | -                  | -                  |             | -           | -           | 198    | 29     |
| 2023-2024             | Shabab Al-Ahli        | PL                    | 7          | 0          | PC+CdL          | 0+1             | 0+0             | ACL                | 2                  | 0                  | -           | -           | -           | 10     | 0      |
| Totale carriera       | Totale carriera       | Totale carriera       | 362        | 50         |                 | 35              | 5               |                    | 37                 | 0                  |             | 1           | 0           | 435    | 55     |

### Cronologia presenze e reti in nazionale
| Cronologia completa delle presenze e delle reti in nazionale ― Serbia | Cronologia completa delle presenze e delle reti in nazionale ― Serbia | Cronologia completa delle presenze e delle reti in nazionale ― Serbia | Cronologia completa delle presenze e delle reti in nazionale ― Serbia | Cronologia completa delle presenze e delle reti in nazionale ― Serbia | Cronologia completa delle presenze e delle reti in nazionale ― Serbia | Cronologia completa delle presenze e delle reti in nazionale ― Serbia | Cronologia completa delle presenze e delle reti in nazionale ― Serbia |
| Data                                                                  | Città                                                                 | In casa                                                               | Risultato                                                             | Ospiti                                                                | Competizione                                                          | Reti                                                                  | Note                                                                  |
| --------------------------------------------------------------------- | --------------------------------------------------------------------- | --------------------------------------------------------------------- | --------------------------------------------------------------------- | --------------------------------------------------------------------- | --------------------------------------------------------------------- | --------------------------------------------------------------------- | --------------------------------------------------------------------- |
| 14-11-2012                                                            | San Gallo                                                             | Cile                                                                  | 1 – 3                                                                 | Serbia                                                                | Amichevole                                                            | -                                                                     | 85’                                                                   |
| 26-3-2013                                                             | Novi Sad                                                              | Serbia                                                                | 2 – 0                                                                 | Scozia                                                                | Qual. Mondiali 2014                                                   | -                                                                     |                                                                       |
| 7-6-2013                                                              | Bruxelles                                                             | Belgio                                                                | 2 – 1                                                                 | Serbia                                                                | Qual. Mondiali 2014                                                   | -                                                                     | 69’                                                                   |
| 10-9-2013                                                             | Cardiff                                                               | Galles                                                                | 0 – 3                                                                 | Serbia                                                                | Qual. Mondiali 2014                                                   | -                                                                     | 67’                                                                   |
| 11-10-2013                                                            | Novi Sad                                                              | Serbia                                                                | 2 – 0                                                                 | Giappone                                                              | Amichevole                                                            | -                                                                     | 60’                                                                   |
| 15-10-2013                                                            | Jagodina                                                              | Serbia                                                                | 5 – 1                                                                 | Macedonia                                                             | Qual. Mondiali 2014                                                   | -                                                                     | 76’                                                                   |
| 15-11-2013                                                            | Dubai                                                                 | Russia                                                                | 1 – 1                                                                 | Serbia                                                                | Amichevole                                                            | -                                                                     | 73’                                                                   |
| 7-6-2015                                                              | Sankt Pölten                                                          | Serbia                                                                | 4 – 1                                                                 | Azerbaigian                                                           | Amichevole                                                            | -                                                                     | 83’                                                                   |
| 8-10-2015                                                             | Elbasan                                                               | Albania                                                               | 0 – 2                                                                 | Serbia                                                                | Qual. Euro 2016                                                       | -                                                                     | 3’                                                                    |
| 11-10-2015                                                            | Belgrado                                                              | Serbia                                                                | 1 – 2                                                                 | Portogallo                                                            | Qual. Euro 2016                                                       | -                                                                     |                                                                       |
| 13-11-2015                                                            | Ostrava                                                               | Rep. Ceca                                                             | 4 – 1                                                                 | Serbia                                                                | Amichevole                                                            | -                                                                     | 69’                                                                   |
| 23-3-2016                                                             | Poznań                                                                | Polonia                                                               | 1 – 0                                                                 | Serbia                                                                | Amichevole                                                            | -                                                                     | 73’                                                                   |
| 29-3-2016                                                             | Tallinn                                                               | Estonia                                                               | 0 – 1                                                                 | Serbia                                                                | Amichevole                                                            | -                                                                     | 82’                                                                   |
| 31-5-2016                                                             | Novi Sad                                                              | Serbia                                                                | 3 – 1                                                                 | Israele                                                               | Amichevole                                                            | -                                                                     |                                                                       |
| 5-6-2016                                                              | Monaco                                                                | Russia                                                                | 1 – 1                                                                 | Serbia                                                                | Amichevole                                                            | -                                                                     | 90+3’                                                                 |
| 5-9-2016                                                              | Belgrado                                                              | Serbia                                                                | 2 – 2                                                                 | Irlanda                                                               | Qual. Mondiali 2018                                                   | -                                                                     |                                                                       |
| 6-10-2016                                                             | Chișinău                                                              | Moldavia                                                              | 0 – 3                                                                 | Serbia                                                                | Qual. Mondiali 2018                                                   | -                                                                     |                                                                       |
| 9-10-2016                                                             | Belgrado                                                              | Serbia                                                                | 3 – 2                                                                 | Austria                                                               | Qual. Mondiali 2018                                                   | -                                                                     | 37’                                                                   |
| 12-11-2016                                                            | Cardiff                                                               | Galles                                                                | 1 – 1                                                                 | Serbia                                                                | Qual. Mondiali 2018                                                   | -                                                                     |                                                                       |
| 24-3-2017                                                             | Tbilisi                                                               | Georgia                                                               | 1 – 3                                                                 | Serbia                                                                | Qual. Mondiali 2018                                                   | -                                                                     |                                                                       |
| 11-6-2017                                                             | Belgrado                                                              | Serbia                                                                | 1 – 1                                                                 | Galles                                                                | Qual. Mondiali 2018                                                   | -                                                                     | 34’ 63’                                                               |
| 5-9-2017                                                              | Dublino                                                               | Irlanda                                                               | 0 – 1                                                                 | Serbia                                                                | Qual. Mondiali 2018                                                   | -                                                                     | 72’                                                                   |
| 6-10-2017                                                             | Vienna                                                                | Austria                                                               | 3 – 2                                                                 | Serbia                                                                | Qual. Mondiali 2018                                                   | 1                                                                     |                                                                       |
| 9-10-2017                                                             | Belgrado                                                              | Serbia                                                                | 1 – 0                                                                 | Georgia                                                               | Qual. Mondiali 2018                                                   | -                                                                     | 77’                                                                   |
| 23-3-2018                                                             | Torino                                                                | Marocco                                                               | 2 – 1                                                                 | Serbia                                                                | Amichevole                                                            | -                                                                     | 46’                                                                   |
| 27-3-2018                                                             | Londra                                                                | Nigeria                                                               | 0 – 2                                                                 | Serbia                                                                | Amichevole                                                            | -                                                                     |                                                                       |
| 4-6-2018                                                              | Graz                                                                  | Cile                                                                  | 1 – 0                                                                 | Serbia                                                                | Amichevole                                                            | -                                                                     | 46’                                                                   |
| 9-6-2018                                                              | Graz                                                                  | Bolivia                                                               | 1 – 5                                                                 | Serbia                                                                | Amichevole                                                            | -                                                                     | 46’                                                                   |
| 17-6-2018                                                             | Samara                                                                | Costa Rica                                                            | 0 – 1                                                                 | Serbia                                                                | Mondiali 2018 - 1º turno                                              | -                                                                     |                                                                       |
| 22-6-2018                                                             | Kaliningrad                                                           | Serbia                                                                | 1 – 2                                                                 | Svizzera                                                              | Mondiali 2018 - 1º turno                                              | -                                                                     | 39’ 81’                                                               |
| 7-9-2019                                                              | Belgrado                                                              | Serbia                                                                | 2 – 4                                                                 | Portogallo                                                            | Qual. Euro 2020                                                       | -                                                                     | 87’                                                                   |
| 10-9-2019                                                             | Lussemburgo                                                           | Lussemburgo                                                           | 1 – 3                                                                 | Serbia                                                                | Qual. Euro 2020                                                       | -                                                                     |                                                                       |
| 10-10-2019                                                            | Kruševac                                                              | Serbia                                                                | 1 – 0                                                                 | Paraguay                                                              | Amichevole                                                            | -                                                                     | 46’                                                                   |
| 14-10-2019                                                            | Vilnius                                                               | Lituania                                                              | 1 – 2                                                                 | Serbia                                                                | Qual. Euro 2020                                                       | -                                                                     | 72’                                                                   |
| 14-11-2019                                                            | Belgrado                                                              | Serbia                                                                | 3 – 2                                                                 | Lussemburgo                                                           | Qual. Euro 2020                                                       | -                                                                     |                                                                       |
| 17-11-2019                                                            | Belgrado                                                              | Serbia                                                                | 2 – 2                                                                 | Ucraina                                                               | Qual. Euro 2020                                                       | -                                                                     | 76’                                                                   |
| 8-10-2020                                                             | Oslo                                                                  | Norvegia                                                              | 1 – 2 dts                                                             | Serbia                                                                | Qual. Euro 2020                                                       | -                                                                     | 80’ 90+4’                                                             |
| 11-10-2020                                                            | Belgrado                                                              | Serbia                                                                | 0 – 1                                                                 | Ungheria                                                              | UEFA Nations League 2020-2021 - 1º turno                              | -                                                                     | 46’                                                                   |
| Totale                                                                |                                                                       | Presenze                                                              | 38                                                                    |                                                                       | Reti                                                                  | 1                                                                     |                                                                       |

## Palmarès

### Club

#### Competizioni nazionali
- Coppa di Serbia: 1

Stella Rossa: 2011-2012
- Campionato belga: 1

Anderlecht: 2013-2014
- Supercoppa del Belgio: 1

Andrlecht: 2014
- Campionato greco: 2

Olympiakos: 2014-2015, 2015-2016
- Coppa di Grecia: 1

Olympiakos: 2014-2015
- Supercoppa degli Emirati Arabi Uniti: 1

Shabab Al-Ahli: 2024
- Campionato emiratino: 1

Shabab Al-Ahli: 2024-2025